# Christ Tshiunza

a Compétitions nationales et continentales officielles uniquement.

b Matchs officiels uniquement.
Dernière mise à jour le 17 avril 2024.
Christ Tshiunza, né le 9 janvier 2002 à Kinshasa (République démocratique du Congo), est un joueur international gallois de rugby à XV d'origine congolaise et française évoluant principalement au poste de troisième ligne aile. Il joue en Premiership au sein du club d'Exeter Chiefs depuis 2021.

## Biographie

### Jeunesse et formation
Christ Tshiunza naît à Kinshasa en République démocratique du Congo dans une famille d'origine française et chrétienne, d'où son prénom, où il a cinq sœurs,. Il vit dans ce pays jusqu'à ses six ans, avant de fuir ce dernier car le contexte politique et les guerres civiles poussent ses parents à aller vivre en Angleterre avec sa famille alors qu'ils ne parlent pas anglais,,. Il rejoint ensuite le Pays de Galles en 2010 et vit à Splott où la famille se partage un appartement d'une chambre pour sept, puis à Llandaff.
Il commence le rugby à XV dès ses 12 ans pour le club de Rhiwbina Rugby Football Club (en), l'année suivante, il est scolarisé à la Whitchurch High School (en) de Cardiff où il joue pour l'équipe de l'établissement. Ensuite, il devient membre du centre de formation des Cardiff Blues. Il refuse un contrat très lucratif de la part des Cardiff Blues et part ensuite à Exeter pour étudier les sciences du sport à l'Université d'Exeter, avec laquelle il évolue en BUCS Super Rugby (en), tout en pratiquant le rugby au sein des Exeter Chiefs qu'il rejoint en 2019 tout en signant un contrat d'une durée de quatre ans,,,.
Il peut évoluer au poste de troisième ligne et de deuxième ligne.
Tshiunza a pratiqué l'athlétisme et le saut en hauteur où il est un sauteur talentueux, mais finalement il a préféré se consacrer au rugby,. Il pense que la pratique du sport lui a permis de s'intégrer plus facilement durant ses premières années au Royaume-Uni et de faire tomber les barrières, notamment au niveau du langage.
Il cite Maro Itoje et Alun Wyn Jones comme ses modèles.
Christ Tshiunza est qualifiable par le pays de Galles, mais également par l'Angleterre et la France pour jouer au rugby. Il annonce vouloir jouer la Coupe du monde 2023 avec le pays de Galles. Il est tout d'abord retenu par les moins de 18 ans du pays de Galles, puis l'équipe d'Angleterre des moins de 20 ans le sélectionne en mars 2021 pour un match amical auquel il participe. Finalement, il est retenu par l'équipe des moins de 20 ans du pays de Galles pour participer au Tournoi des Six Nations des moins de 20 ans 2021. Il prend part à quatre rencontres dont trois en tant que titulaire mais son équipe termine à la quatrième place,.

### Carrière professionnelle
Par la suite, il fait ses débuts professionnels avec les Exeter Chiefs lors de la saison 2021-2022, pendant un match de Premiership où il est remplaçant contre les Leicester Tigers en septembre 2021,. Le mois suivant, il est sélectionné pour la première fois en équipe du pays de Galles pour les tests d'automne 2021. Il fait ensuite ses débuts internationaux pendant cette tournée en remplaçant Will Rowlands à tout juste dix-neuf ans contre les Fidji,, puis joue contre l'Australie la semaine suivante. En janvier suivant, il découvre également la Coupe d'Europe. Le même mois, il est sélectionné pour le Tournoi des Six Nations, mais il ne dispute aucune rencontre à cause d'une blessure à l'épaule qui le rend forfait pour le reste du Tournoi. Durant cette saison, il dispute six rencontres avec son club, toutes en tant que remplaçant. Durant l'été, en juin, il est appelé pour participer au Six Nations Summer Series des moins de 20 ans et dispute quatre rencontres en tant que titulaire au poste de deuxième ligne,.
Il commence la saison 2022-2023 en tant que titulaire au poste de n°7 avec son club après le départ en retraite de Don Armand, ancien joueur important de la troisième ligne des Chiefs. En novembre, il est appelé par le sélectionneur du pays de Galles, Wayne Pivac. Il joue une seule rencontre contre les All Blacks. Par la suite, de retour avec son club, il reste titulaire et dispute notamment les quatre matchs de phase de groupe de Champions Cup. Le nouveau sélectionneur du XV du Poireau, Warren Gatland, le sélectionne pour le Tournoi des Six Nations 2023 en début d'année. Il est titularisé, pour la deuxième journée de la compétition, pour la première fois en équipe du pays de Galles, puis joue également la troisième journée face à l'Angleterre en tant que titulaire. Néanmoins, il n'est pas retenu pour les deux dernières journées et son équipe termine à une décevante cinquième place. En mars, il est titulaire en finale de Coupe d'Angleterre (en) face aux London Irish, la finale va en prolongations et son club s'impose 24 à 20, Tshiunza dispute les cent minutes de la rencontre lui permettant de remporter son premier trophée professionnel. Pour sa première saison complète en professionnel, il dispute vingt-trois rencontres dont vingt-et-une en tant que titulaire et inscrit trois essais.
En mai suivant, Warren Gatland le convoque dans une pré-liste de 54 joueurs pour préparer la Coupe du monde 2023. Finalement, en août, il fait partie du groupe final amené à disputer la compétition. Il fait ses débuts en Coupe du monde à l'occasion de la deuxième journée de la poule C contre le Portugal où il est titularisé en deuxième ligne. Il est ensuite remplaçant contre la Géorgie et l'Argentine, match où son équipe est éliminée de la compétition par ces derniers en quart de finale sur le score de 29 à 17.
De retour de la Coupe du monde 2023, il dispute une rencontre de Premiership face aux Sale Sharks fin octobre 2023 où il se casse un os de pied, le rendant indisponible pour plusieurs mois. Début janvier suivant, ayant repris la course, il se reblesse de nouveau à moins d'un mois du début du Tournoi des Six Nations 2024. Il fait son retour sur les terrains début mars à l'occasion d'une rencontre amicale contre la Royal Navy. À la fin du mois, il signe son retour en compétition officielle contre les Sale Sharks et retrouve rapidement un bon niveau,.
En 2024-2025, il perd la finale de la Coupe d'Angleterre, battu 48 à 14 par Bath Rugby.

## Statistiques

### En club
| Saison              | Club                | Compétition              | Matchs | Points | Essais |
| ------------------- | ------------------- | ------------------------ | ------ | ------ | ------ |
| 2021-2022           | Exeter Chiefs       | Championnat d'Angleterre | 5      | -      | -      |
| 2021-2022           | Exeter Chiefs       | Coupe d'Europe           | 1      | -      | -      |
| 2022-2023           | Exeter Chiefs       | Championnat d'Angleterre | 15     | 10     | 2      |
| 2022-2023           | Exeter Chiefs       | Champions Cup            | 7      | 5      | 1      |
| 2022-2023           | Exeter Chiefs       | Coupe d'Angleterre (en)  | 1      | -      | -      |
| 2023-2024           | Exeter Chiefs       | Championnat d'Angleterre | 2      | -      | -      |
| 2023-2024           | Exeter Chiefs       | Champions Cup            | 2      | -      | -      |
| Total Exeter Chiefs | Total Exeter Chiefs | Total Exeter Chiefs      | 33     | 15     | 3      |

### Statistiques en équipe nationale
Christ Tshiunza compte 15 capes en équipe du pays de Galles, dont 7 en tant que titulaire, depuis sa première sélection le 14 novembre 2021 face à l'équipe des Fidji.
Il participe à une édition de la Coupe du monde en 2023, il dispute trois rencontres dont une en tant que titulaire.
| Année | Compétition    | Matchs | Points | Essais |
| ----- | -------------- | ------ | ------ | ------ |
| 2021  | Test matchs    | 2      | -      | -      |
| 2022  | Test matchs    | 1      | -      | -      |
| 2023  | Six Nations    | 2      | -      | -      |
| 2023  | Test matchs    | 2      | -      | -      |
| 2023  | Coupe du monde | 3      | -      | -      |
| Total | Total          | 10     | 0      | 0      |

## Palmarès

### En club
- Vainqueur de la Coupe d'Angleterre en 2023 (en) avec les Exeter Chiefs.

### En équipe nationale
- Finaliste des Six Nations Summer Series en 2022 avec l'équipe du pays de Galles des moins de 20 ans.